# アレクセイ・コスイギン

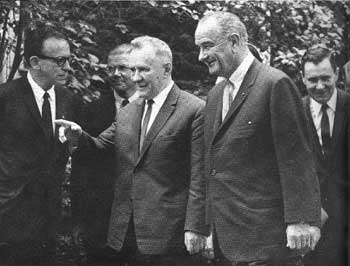
アメリカのジョンソン大統領と（1967年）

アレクセイ・ニコラエヴィチ・コスイギン（ロシア語: Алексе́й Никола́евич Косы́гин、ラテン文字表記の例：Aleksei Nikolaevich Kosygin、1904年2月21日（ユリウス暦では2月8日） - 1980年12月18日）は、ソビエト連邦の政治家。
ソ連共産党政治局員、ロシア共和国首相、ゴスプラン議長、第一副首相などを歴任し、フルシチョフ失脚後に後任のソ連邦首相（閣僚会議議長）となり、ブレジネフやスースロフらと並び、ソ連の最有力政治家として影響力を保持した。

## 生涯

### 生い立ち
1904年2月21日、ロシア帝国サンクトペテルブルクの労働者階級の家庭にて、父のニコライ・イリイチ・コスイギンと母のマトロン・アレクサンドロヴナの間に生まれる。3月7日に洗礼を受けた。乳児期に母を亡くした後は、父に育てられた。
ロシア革命に遭遇し、1919年に赤軍に志願する。1921年の召集解除後、レニングラード生活協同組合技術学校に入り、シベリアのノヴォシビルスクの生活協同組合に就職。組合の経済部門にいた頃のことを聞かれたコスイギンは、ウラジーミル・レーニンのスローガンである「協調 - 社会主義への道」に言及して答えた。コスイギンは同地に6年間滞在した後、ソビエト連邦共産党への入党を志願し、1927年に同党に入党する。
1930年、レニングラードに戻り、レニングラード専門学校にて勉強し、5年後の1935年に卒業した。その後は織物工場職長、工場長として勤務中に大粛清に遭遇する。1938年から1939年までレニングラード市長を務めた。

### 独ソ戦前後
1939年から1940年まで織物工業人民委員を務め、以後、軽工業を中心に主に経済関係のポストを歩む。1939年に党中央委員に選出される。1940年、人民委員会議副議長（副首相）となった。大祖国戦争（独ソ戦）においてはソ連国家防衛委員会の委員にもなった。そして、避難評議会副議長としてナチス・ドイツの侵攻に対し、ヨーロッパ・ロシアの企業・工場をウラル山脈以東に疎開させることや、鉄道の安定運行の維持に尽力した。1943年、ロシア共和国人民委員会議議長（首相）に昇進した。
第二次世界大戦終結後は、1946年に党政治局員候補となり、合わせてソ連邦副首相に就任した。1948年2月から大蔵大臣。同年9月4日には党政治局員に昇進した。
コスイギンの後見人であったアンドレイ・ジダーノフが1948年8月に突然死すると、その古くからの政敵だったラヴレンチー・ベリヤとゲオルギー・マレンコフが共謀し、ジターノフ派を排除するようヨシフ・スターリンを説得した結果、粛清が実行された。この際、ジターノフ派のニコライ・ヴォズネセンスキー国家計画委員会議長、アレクセイ・クズネツォフ治安担当書記、そしてコスイギンらが標的となった。粛清に際してはレニングラード事件なる事件がでっち上げられ、ヴォズネセンスキーら数名の共産党員が逮捕・処刑された。一方、コスイギンは軽工業大臣に降格となり、名目上は1952年まで政治局員だった。

### フルシチョフ時代
スターリンの死から半年後の1953年9月に工業製品大臣となり、12月にはスターリンの後継首相であるマレンコフの下で閣僚会議副議長（副首相）に復帰した。ニキータ・フルシチョフの権力が優勢になると、1956年にゴスプラン（国家計画委員会）第一副議長に任命された。1957年の反党グループ事件に際しては、フルシチョフを支持した。その理由についてコスイギンは後に「（マレンコフ一派が勝利した場合）血が再び流れると考えたからだ」と述べている。
そして同事件後にフルシチョフが名実共に党・国家の最高実力者となると、コスイギンのキャリアは着実に回復した。1957年6月に副首相に再び就任し（3度目）、政治局から改名された幹部会の会員候補となった。1959年3月にゴスプラン議長。1960年5月4日に閣僚会議第一副議長（第一副首相）に昇進し、同時に幹部会の正会員となった。キューバ危機後には、米ソ関係改善のためのスポークスマン役を演じた。そしてコスイギンは、1960年から1962年にかけて、フルシチョフ、フロル・コズロフ、レオニード・ブレジネフと並び、「ビッグ4」と呼ばれたソ連最有力政治家のうちの一角を占めるようになった。しかし、1962年11月にフルシチョフがゴスプランの管理やコスイギンの経済改革計画を批判した後は、指導部の中枢からは外された。

### ソ連邦首相として
1964年10月14日、宮廷クーデターとも言える手段で第一書記兼首相のフルシチョフが失脚した。これに伴い、同年10月に後任の首相に就任した。コスイギンは陰謀とは無縁な潔癖な政治家で、フルシチョフ追放の計画については直前まで知らされていなかった。計画を知らされたコスイギンはKGBがバックにいることを確認した後に計画に賛同した。
コスイギンは第一書記（後に書記長）に就任したブレジネフ、最高会議幹部会議長となるニコライ・ポドゴルヌイ（当初は第二書記）と「トロイカ」と言われる集団指導体制を組む。西側からは当初「ブレジネフ・コスイギン政権」と表現されていた。
1964年10月、ブレジネフはソ連の宇宙飛行士を称える式典の中で党の権限の強化を呼びかけたが、これはブレジネフによるコスイギン追い落とし工作の序章だった。コスイギンは元来よりブレジネフと不仲だった。そして、プラウダなどのソ連の新聞は「非現実的な経済計画を策定した」として閣僚会議とその議長であるコスイギンを批判した。

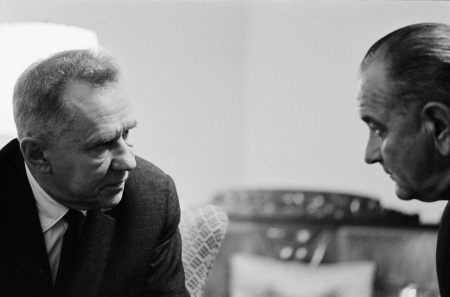
アメリカのジョンソン大統領と（1967年）

コスイギンは主に経済を中心とする内政を担当したが、首相就任後の早い段階で、ブレジネフが党書記長として国を代表して外交権を行使することに異議を唱えた。コスイギンは非共産圏では一般的であるように、政府の長が外交を行うべきであると考えていた。そしてコスイギンが主導して外交を行った結果、ヘンリー・キッシンジャー米大統領補佐官らはコスイギンがソ連の最高指導者であるとみなすようになっていた。デタントの波に乗ってイギリスのハロルド・ウィルソン首相ら西側首脳とも積極的に会談を行い、西側陣営との軍備管理交渉を主導するなど平和的共存を模索した。1967年の第三次中東戦争は米ソ関係の改善をもたらし、米国政府は協力をさらに促進するためにコスイギンをリンドン・ジョンソン大統領との首脳会談に招待した。会談では、両首脳は弾道ミサイル迎撃システムの制限について合意することはできなかったものの、米ソの友好的かつ開放的な雰囲気を醸成することに成功した。1970年8月12日、西ドイツのヴィリー・ブラント首相が訪ソした際には、モスクワ条約に調印し、西ドイツとの関係がさらに改善された。1971年にはロックフェラーら米代表団と会談し、コスイギンは、米ソ関係、環境保護、軍備管理及びその他の問題について自身の見解を示した。
また、1966年にはインド・パキスタン両国を仲介し、タシュケント宣言に署名させるなど第二次印パ戦争の解決に尽力した。さらにフィンランドのウルホ・ケッコネン大統領と緊密な友好関係を築き、冷戦下にあって両国間の活発な貿易を継続することに成功した。1972年にはイラクとの間で友好協力条約を締結し、以前のアブドルカリーム・カーシム政権時のように、バース党とソビエトとの間で強力な関係が構築された。
経済面では、1965年9月には計画・管理面における企業分権化を図る経済改革（コスイギン改革）を推進するが、1960年代末までに改革は頓挫し、ソ連経済は停滞した。また、コスイギンは消費財の増産を主張したが、これに対してブレジネフは側近のコンスタンティン・チェルネンコと共に、レーニンが軽工業よりも農業に関心があったことを引き合いに出し、コスイギンの主張を批判した。そして、第23回党大会でブレジネフ派の主張が通る形で軍事と農業に対する予算の増額が決定され、このことがコスイギンの立場に影響を及ぼした。この時点でブレジネフ派とコスイギン派は共に政治局内で過半数を占めていなかった。コスイギン派には第一副首相のキリル・マズロフや最高会議幹部会議長のニコライ・ポドゴルヌイがいたが、ポドゴルヌイとは必ずしもすべての政策において意見が一致しているということでもなかった。
1968年にプラハの春が起こるとコスイギンの政策に対する激しい批判が巻き起こり、8月には突如として首相辞任説が広まった。これ以降、政治局内におけるブレジネフの地位の優勢が決定的になった。そして、1960年代を通して西側諸国との首席交渉者であったコスイギンだったが、ブレジネフが政治局内での地位を固め、また、アンドレイ・グロムイコ外相が自身の権限への干渉を嫌悪すると、東側諸国との外交以外では外交の場から姿を消すようになった。
中ソ対立の最中の1969年に北ベトナムのホー・チ・ミンの葬儀の帰りに立ち寄った北京国際空港で中国の周恩来首相と会談するが、この会談からは前向きな結論は得られず、中ソ両国は1969年から1970年にかけて軍事衝突を繰り返した。その一方で、ソ連と中国との全面戦争だけは望んでいなかったらしく、1974年9月17日に面会した創価学会会長（当時）の池田大作に対し、「ソ連は中国を攻撃するつもりも、孤立化させるつもりもありません」と語っている。
1970年代中期までにブレジネフは自身の権力基盤の確立に成功した。歴史家イリヤ・ゼムウォフによると、コスイギンは第24回党大会以降実権を失い始めたとされる。ブレジネフは政府機関に対する党の支配を強化することでコスイギンの立場のさらなる弱体化を図り、首相の権限の一部を最高会議に移譲したため、最高会議幹部会議長であるポドゴルヌイの地位が向上した。
1977年のいわゆる「ブレジネフ憲法」の制定にあたって、閣僚会議は最高会議に従属する機関と位置付けられ、ポドゴルヌイによる閣僚会議の統制が強まった。同年、ブレジネフがポドゴルヌイを失脚に追い込み、自らが最高会議幹部会議長のポストを兼任するようになるとコスイギンの権限は劇的に縮小された。このように1970年代にコスイギンの立場は徐々に弱まり、大きく影響力を失うこととなったが、時を同じくして頻繁に体調不良を起こすようになり、閣僚会議第一副議長（第一副首相）のマズロフが首相職を代行する機会が増加した。コスイギンは1976年に最初の心臓発作を起こして以降、活気と仕事に対する意欲を失ったように見受けられたという。さらにコスイギンの病気療養中の1978年にマズロフが退任するとブレジネフは自身の腹心であるニコライ・チーホノフを第一副首相に指名して閣僚会議の実権を掌握させた。1980年6月に行われた中央委員会総会では、本来ならば首相であるコスイギンが行うはずの経済開発計画に関する演説をチーホノフが行った。そして閣僚会議に決定権があるすべての事項について、コスイギンはブレジネフに伺いを立てることを余儀なくされた。

### 死去

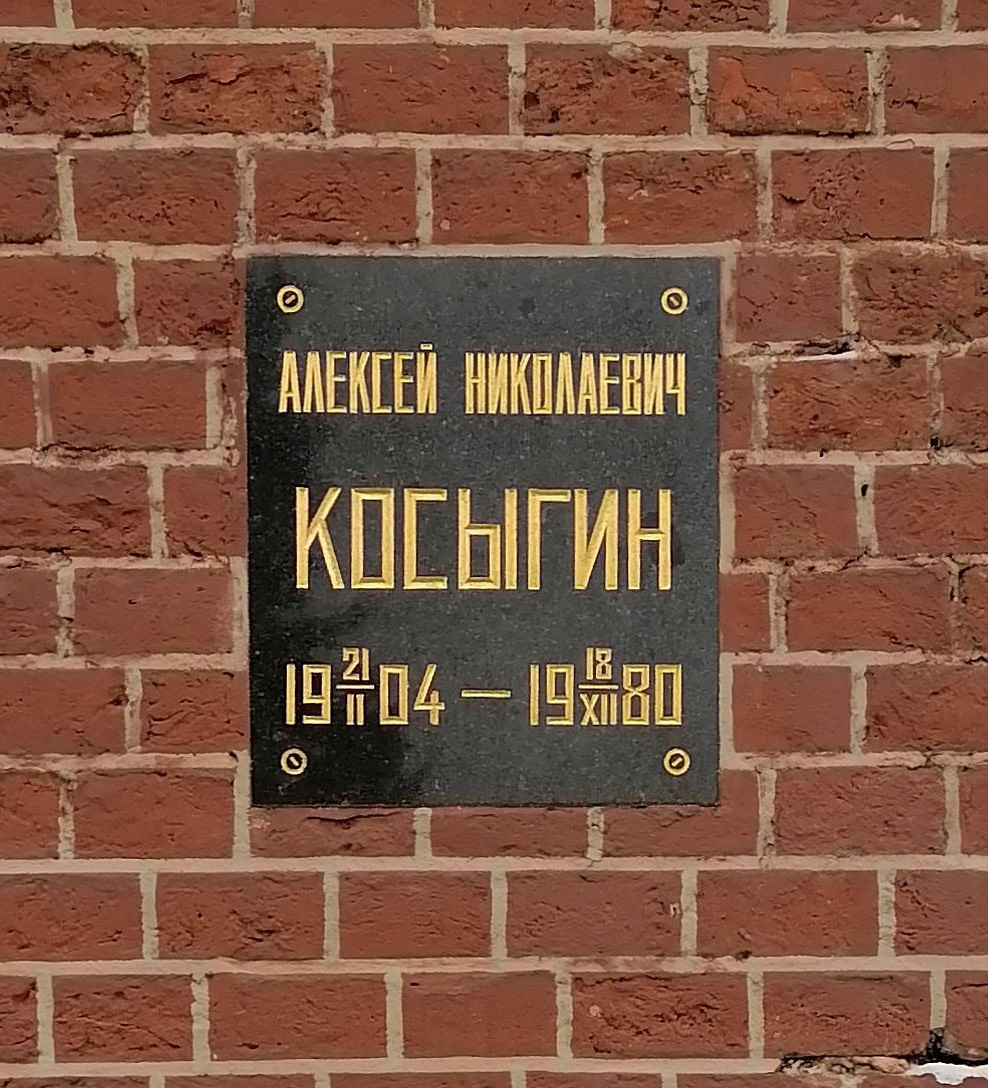
クレムリンの壁に葬られたコスイギン

1980年10月、コスイギンは持病の悪化によって入院し、辞表を提出した。その翌日、コスイギンはその政治生活で手にしたすべての地位と名誉、高級幹部としての待遇を失った。後任の首相には第一副首相のチーホノフが昇格したが、コスイギンに謝意を示さなかったことが政府官僚や一般市民から不審がられたため、党書記長・最高会議幹部会議長の名義でブレジネフがコスイギンの党・国家における活動への謝意を示す声明を発表する異例の事態となった。
1980年12月18日に死去。76歳没。他のソ連の指導者と同様、慣例に則って赤の広場で国葬が執り行われることとなったが、ブレジネフの誕生日の前日に亡くなったため、葬儀は3日間延期された。葬儀に際し、ブレジネフは「ソビエト国家の利益のために無欲無私に働いた」とコスイギンを”称賛”した。
遺灰は、国歌が演奏され、ブレジネフをはじめとする幹部らが敬礼する中、クレムリンの壁に葬られた。

### ペプシコーラの導入
デタント期においては、アメリカ合衆国の消費物資導入を積極的に推し進めた。その代表例として挙げられるのが、ペプシコーラであろう。1974年には、南ロシアのノヴォロシースキィでペプシの工場が操業を開始した。それにより、ソ連時代からロシアでは「コーラ=ペプシ」であり、ペプシ社のコーラ市場シェアはロシアでは75パーセントを超えていた。しかし、ソ連崩壊後にはコカ・コーラが「西側の飲み物」として徐々に人気を集め、やがてそのシェアは変化した。